# 성적 학대

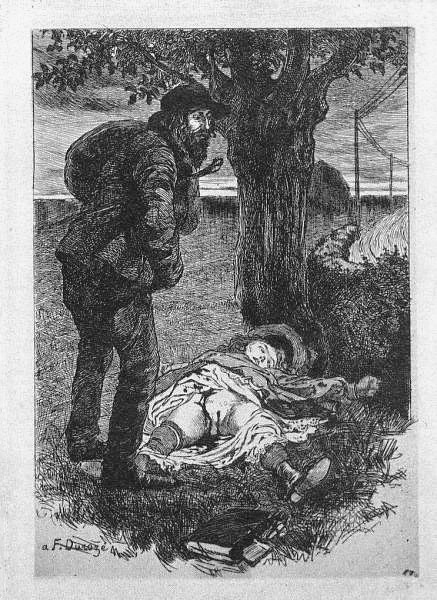

성적 학대는 가해자가 한 명 이상의 사람에게 해당 인물이 원치 않는 성적 행동을 강요하는 행위를 일컫는 용어이며, 그냥 성 학대라고도 한다. 경우에 따라 성폭행 또는 성추행의 일환으로 취급되기도 한다. 보통 성인이 어린이들을 대상으로 성적 학대를 가하는 경우가 많으며, 종종 같은 또래의 어린이들 사이에서 발생하기도 한다.

## 같이 보기
- 학대
- 폭력